# 岷山乡
岷山乡，是中华人民共和国江西省九江市柴桑区下辖的一个乡镇级行政单位。

## 行政区划
岷山乡下辖以下地区：
春华村、分水村、小阳村、金盘村、青岗村、红峰村、文桥村、民主村、外岷山村、东株岭村、团山村、花盘村、孙家垅村、红光村和大塘村。